# Märagrundet, Larsmo
Märagrundet är en ö i Finland. Den ligger i Bottenviken och i kommunen Larsmo i den ekonomiska regionen  Jakobstadsregionen i landskapet Österbotten, i den nordvästra delen av landet. Ön ligger omkring 88 kilometer nordöst om Vasa och omkring 410 kilometer norr om Helsingfors.
Öns area är 8,8 hektar och dess största längd är 0,5 kilometer i sydöst-nordvästlig riktning. I omgivningarna runt Märagrundet växer i huvudsak barrskog.